# Stazione di Funabashi-Keibajō
La stazione di Funabashi-Keibajō (船橋競馬場駅?, Funabashi-Keibajō-eki) è una stazione ferroviaria della città di Funabashi, nella prefettura di Chiba, in Giappone servente la linea principale Keisei delle ferrovie Keisei.

## Linee
Ferrovie Keisei
● Linea principale Keisei

## Struttura
La stazione è dotata di due marciapiedi a isola, con quattro binari passanti in curva in superficie, collegati al fabbricato viaggiatori sovrastante, denominato "Funabashi-Keibajō Square" da scale fisse, mobili e ascensori.
| 1-2 | ■ Linea principale Keisei | per Funabashi, Nippori, Keisei Ueno per Oshiage, linea Asakusa e linea Keikyū principale |
| 3-4 | ■ Linea principale Keisei | per Tsudanuma, Narita Aeroporto e Keisei-Chiba                                           |

## Stazioni adiacenti
| «                                 | Servizio                | »                       |
| Linea Keisei principale           | Linea Keisei principale | Linea Keisei principale |
| --------------------------------- | ----------------------- | ----------------------- |
| Daijingū-Shita                    | ■ Locale                | Yatsu                   |
| Keisei Funabashi                  | ■ Rapido                | Keisei Tsudanuma        |
| Tutti gli altri treni non fermano |                         |                         |